# Télémécanique
Telemecanique Sensors and Switches (TMSS) est une société multinationale française spécialisée dans la conception et la fabrication de détecteurs pour les automatismes industriels et la sécurité. Elle est issue de la société créée en 1924 sous le nom de Télémécanique. L'entreprise propose des solutions et des produits destinés aux industries, aux bâtiments, aux centres de données et aux infrastructures, combinant l'automatisation en temps réel, des logiciels et des services.
Avec une présence dans plus de 100 pays et plus de 750 employés, Telemecanique Sensors est un acteur majeur du marché mondial des détecteurs.
Son siège social est situé à Rueil-Malmaison dans les Hauts-de-Seine. L'entreprise est dirigée par plusieurs pôles répartis à Rueil-Malmaison, Limoges et Angoulême en France, à Dayton aux États-Unis, à Monterrey au Mexique et à Batam en Indonésie.

## Activités
Telemecanique Sensors propose un large portefeuille de solutions de détection, comprenant des interrupteurs de fin de course, des capteurs de proximité et des capteurs de pression. Ses produits sont utilisés dans diverses applications telles que l'Internet des objets (IoT), l'automatisation industrielle, l'industrie 4.0 et les infrastructures.

## Historique

### 1924-1930
Inventeur du premier contacteur à barreau en 1924, Telemecanique Sensors a rapidement élargi ses activités pour devenir le spécialiste du contrôle industriel et de l’automatisation. Sa politique sociale est, dès 1931, à l’avant-garde des entreprises françaises et de la législation. Implanté très tôt hors de France, Telemecanique a créé, de 1950 à 1988, un important réseau de filiales sur tous les continents. L'entreprise était basée à Nanterre.
1924 - Acquisition par Michel Le Gouellec de la « Manufacture d'Appareillage Électrique » qui deviendra la « Télémécanique Électrique » en 1928.
André Blanchet dépose le brevet du premier contacteur sur barreau. La société commence la production de contacteurs 40 A, minuteries, distributeurs, bouton-poussoirs,
contacts d'arrêt, relais.
1925 - Lancement du premier relais thermique, interrupteurs à flotteur, manomètres, pressostats et interrupteurs de position.
- Intéressement du personnel au chiffre d’affaires.
1926 - Création du Service Après-Vente.
- Développement d'agences dans toutes les provinces : Grenoble, Lille, Nantes, Metz, Lyon, etc.
1928 - Ouverture de la première agence en Belgique, première implantation à l'étranger.

### 1930-1960
1931 - Quinze jours de congés sont accordés à tout le personnel.
1935 - Construction à Nanterre d'une station d'essais à grande puissance pour étudier le pouvoir de coupure des contacteurs.
- Développement des relais magnétothermiques et du DRT-12.
1937 - L’intéressement au chiffre d’affaires est abandonné au profit d’une prime d’intéressement aux résultats pour l’ensemble du personnel. Parution du premier journal d’entreprise.
1946 - Création du Comité d’entreprise et étude d’un barème des fonctions.
- Mensualisation de l'ensemble des employés.
1951 - Création d'un réseau de distributeurs exclusifs en France.
1954 - Signature avec Merlin Gerin d’accords de rationalisation de leurs offres.
1956 - Mise au point de contacteurs haute fréquence.

### 1960-1988
La période 1960-1988 est en particulier marquée par le succès de la société dans les calculateurs pour l'automatisation de l'industrie, avec son Solar (ordinateur), qui profite du dynamisme de la recherche sur l'électronique et ses débouchés à Grenoble. En 1971, les perspectives dans l'électronique du CEA Grenoble, qui emploie près de 2 000 personnes, dépassent le cadre du nucléaire car elles sont stimulées par la demande pour les calculateurs pour d'autres procédés industriels, sur le site grenoblois de la Télémécanique et ses 300 salariés, qui tourne à plein régime. Ceci oblige Télémécanique à ouvrir en 1971 une seconde usine à Échirolles, employant cette fois 800 personnes, pour la conception matérielle et logicielle, l'intégration et la maintenance des ordinateurs.
1960-1970 - Création de onze filiales : Italie, Pays-Bas, Suède, Portugal, Grande-Bretagne, Norvège, Suisse, Canada, Espagne, Danemark et États-Unis.
1963 - La surface de production atteint 61 700 m2 avec douze usines. Les effectifs sont désormais de 4 000 personnes. La société compte douze filiales hors de France et 240 agents et distributeurs.
1965 - Nouvelles implantations commerciales à Lille, Montpellier, Orléans, Toulouse.
1966 - Nouvelles techniques de commande numérique, pesage-dosage, variation de vitesse, commande des ascenseurs et signalisation de défauts.
- Mise au point d'un nouveau tableau débrochable pour la commande centralisée des moteurs, le TM7.
1968 - Conception et fabrication du mini-ordinateur T2000 par la division informatique, aux fins de fonctions de contrôles de process industriels, de téléphonie et de transports.
1968 - Intéressement du personnel aux fruits de l’expansion.
1972 - Conception et fabrication du mini-ordinateur T1600,, popularisé avec l'opération ministérielle dite « Expérience des 58 lycées ». Le T1600 a été implanté dans un peu plus de la moitié des 58 établissements de l'enseignement secondaire retenus pour l'opération, et le langage LSE, conçu à l'École supérieure d'électricité (Supélec) de Gif-sur-Yvette y a été implémenté.
1973 - Étude pour une machine concurrente du PDP-11, modèle vedette de Digital Equipment.
1975 - Le Solar 16 est lancé et gagne d'importantes parts du marché.
1976 - L'État souhaite des rectifications de frontières entre la CGE et Thomson, qui ont tous les deux des participations dans l'informatique. La  Télémécanique doit alors se séparer de sa division informatique. Celle-ci fusionne avec la partie de la CII produisant déjà les mini-ordinateurs concurrents Mitra 15, pour créer la Société Européenne de Mini-informatique et Systèmes (SEMS).
1971-1988 - Création de quatorze filiales : Afrique du Sud, Australie, Autriche, Colombie, Singapour, Iran, Finlande, Japon, Venezuela, Mexique, Grèce, Argentine, Hong Kong et Turquie.
1980 - La société développe de nouvelles technologies importantes, plus particulièrement les inverseurs de fréquence Altivar et les automatiques programmables industriels TSX.
1988 - Avec 14 500 personnes, 32 filiales hors de France et un chiffre d’affaires équivalent à 1,2 milliard d'euros, Télémécanique rentre dans Schneider Electric.
2023 - Rachat par le groupe Yageo.

## Sources
- Histoire de Télémécanique sur le site de Schneider Electric (archive)
- La période Télémécanique ou le développement industriel et commercial (1967-1976)
- Michel Deguerry et René David, De la logique câblée au calculateur industriel. Une aventure du Laboratoire d’Automatique de Grenoble, Grenoble, Eda Publishing, 2008.